# Hollies-tagok listája

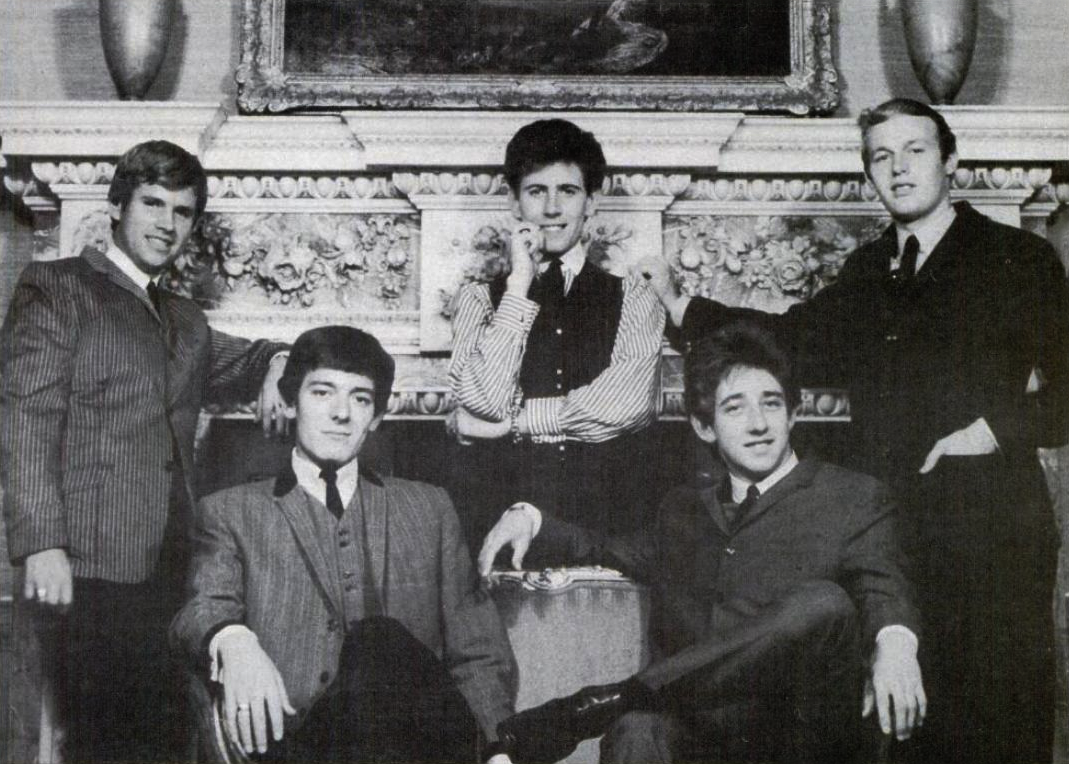
A The Hollies 1964-ben. Jobbról balra: Eric Haydock, Allan Clarke, Graham Nash, Tony Hicks, Bobby Elliott.

A The Hollies egy brit rockegyüttes, melyet 1962-ben alapítottak meg Manchesterben. Az együttes első felállása 1962 decemberében alakult ki. Azóta számtalanszor változott az együttes felállása.
Ez a lista az együttes tagjait mutatja be az együttes megalakulásától napjainkig.
| Időszak                    | Tagok |
| -------------------------- | --- |
| 1962 – 1963                | - Allan Clarke – ének, harmonika, gitár - Vic Steele – gitár - Graham Nash – ritmusgitár, ének - Eric Haydock – basszusgitár - Don Rathbone – dob                                                                    |
| 1963. február–augusztus    | - Allan Clarke – ének, harmonika, gitár - Tony Hicks – gitár, ének - Graham Nash – ritmusgitár, ének - Eric Haydock – basszusgitár - Don Rathbone – dob                                                              |
| 1963 – 1966                | - Allan Clarke – ének, harmonika, gitár - Tony Hicks – gitár, ének - Graham Nash – ritmusgitár, ének - Eric Haydock – basszusgitár - Bobby Elliott – dob                                                             |
| 1966 – 1968                | - Allan Clarke – ének, harmonika, gitár - Tony Hicks – gitár, ének - Graham Nash – ritmusgitár, ének - Bernie Calvert – basszusgitár, billentyűs hangszerek - Bobby Elliott – dob                                    |
| 1969 – 1971                | - Allan Clarke – ének, harmonika, gitár - Tony Hicks – gitár, ének - Terry Sylvester – ritmusgitár, ének - Bernie Calvert – basszusgitár, billentyűs hangszerek - Bobby Elliott – dob                                |
| 1971 – 1973                | - Mikael Rickfors – ének, harmonika, gitár - Tony Hicks – gitár, ének - Terry Sylvester – ritmusgitár, ének - Bernie Calvert – basszusgitár, billentyűs hangszerek - Bobby Elliott – dob                             |
| 1973 – 1978                | - Allan Clarke – ének, harmonika, gitár - Tony Hicks – gitár, ének - Terry Sylvester – ritmusgitár, ének - Bernie Calvert – basszusgitár, billentyűs hangszerek - Bobby Elliott – dob                                |
| 1978. augusztus–szeptember | - Terry Sylvester – ének, ritmusgitár - Tony Hicks – gitár, ének - Bernie Calvert – basszusgitár, billentyűs hangszerek - Bobby Elliott – dob                                                                        |
| 1978 – 1981                | - Allan Clarke – ének, harmonika, gitár - Tony Hicks – gitár, ének - Terry Sylvester – ritmusgitár, ének - Bernie Calvert – basszusgitár, billentyűs hangszerek - Bobby Elliott – dob                                |
| 1981. május–október        | - Allan Clarke – ének, harmonika, gitár - Tony Hicks – gitár, ének - Bobby Elliott – dob |
| 1981 – 1983                | - Allan Clarke – ének, harmonika, gitár - Tony Hicks – gitár, ének - Graham Nash – ritmusgitár, ének - Bobby Elliott – dob                                                                                           |
| 1983 – 1986                | - Allan Clarke – ének, harmonika, gitár - Tony Hicks – gitár, ének - Alan Coates – ritmusgitár, ének - Steve Stroud – basszusgitár - Bobby Elliott – dob - Denis Haines – billentyűs hangszerek                      |
| 1986 – 1990                | - Allan Clarke – ének, harmonika, gitár - Tony Hicks – gitár, ének - Alan Coates – ritmusgitár, ének - Ray Stiles - basszusgitár, billenytűs hangszerek - Bobby Elliott – dob - Denis Haines – billentyűs hangszerek |
| 1990 – 1991                | - Allan Clarke – ének, harmonika, gitár - Tony Hicks – gitár, ének - Alan Coates – ritmusgitár, ének - Steve Stroud – basszusgitár - Bobby Elliott – dob - Dave Carey – billentyűs hangszerek                        |
| 1991 – 2000                | - Allan Clarke – ének, harmonika, gitár - Tony Hicks – gitár, ének - Alan Coates – ritmusgitár, ének - Ray Stiles – basszusgitár - Bobby Elliott – dob - Ian Parker – billentyűs hangszerek                          |
| 2000 – 2004                | - Carl Wayne - ének - Tony Hicks – gitár, ének - Alan Coates – ritmusgitár, ének - Ray Stiles – basszusgitár, ének - Bobby Elliott – dob - Ian Parker – billentyűs hangszerek                                        |
| 2004. szeptember–október   | - Peter Howarth – ének, akusztikus gitár - Tony Hicks – gitár, ének - Alan Coates – ritmusgitár, ének - Ray Stiles – basszusgitár, ének - Bobby Elliott – dob - Ian Parker – billentyűs hangszerek                   |
| 2004 –                     | - Peter Howarth – ének, akusztikus gitár - Tony Hicks – gitár, ének - Steve Lauri – ritmusgitár, ének - Ray Stiles – basszusgitár, ének - Bobby Elliott – dob - Ian Parker – billentyűs hangszerek                   |